# フリータウン・ナショナル・スタジアム
フリータウン・ナショナル・スタジアムは、シエラレオネの首都、フリータウンにある多目的スタジアム。国立競技場（こくりつきょうぎじょう）とも呼ばれる。主にサッカーの試合で使用されるが、陸上競技の試合で使用される事もある。シエラレオネ最大のスタジアムで、収容人数は45,000人。

## 歴史
1980年、シアカ・スティーブンス・スタジアム(Siaka Steven Stadium)という名前でオープン。1992年のクーデター(en)の時に現在のスタジアム名に変更された。